# Tipoia

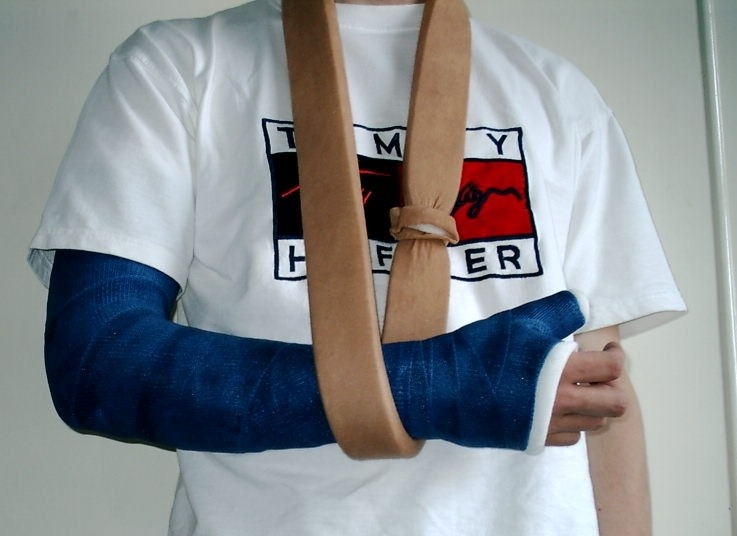
Um exemplo de tipoia.

Uma tipoia em português do Brasil, ou Charpe, Tala, ou Apoio de Braço em português de Portugal, é um suporte preso ao pescoço, feito de modo adequado para ser utilizado para a imobilização de braços, ombros ou mãos, em casos de contusões, luxações, fraturas, artrites reumatoides, bursites, tendinites, ou de sequelas de acidente vascular cerebral, lesões de plexo braquial, entre outras lesões. Geralmente, é confeccionada em algodão duplamente reforçado para maior estabilidade do membro afetado, de forma improvisada podem-se encontrar feitos com lenços ou ligaduras presas ao pescoço. 
Na região nordeste do Brasil, principalmente no interior, também se chamam  tipoias as redes de descanso, especialmente quando estreitas e pouco cômodas.

## Etimologia
O termo provém do tupi ti'pói ou tï'poya. Originalmente, o termo designava uma espécie de rede com que as mulheres indígenas mantinham os filhos às costas ou escanchados nos quadris
Relativamente ao termo Charpe usado em Portugal, deriva do francês "écharpe".